# Arteria epigástrica inferior
La arteria epigástrica inferior es una arteria que se origina como rama colateral de la arteria ilíaca externa y se anastomosa con la arteria epigástrica superior. Durante su trayecto, es acompañada por una vena de nombre similar, la vena epigástrica inferior.

## Trayecto
Nace de la arteria ilíaca externa inmediatamente por encima del ligamento inguinal. Se curva hacia adelante en el tejido subperitoneal, y luego asciende oblicuamente a lo largo del margen medial del anillo inguinal profundo; continuando su curso hacia arriba, perfora la fascia transversal, y, pasando en frente de la línea arcuata de la vaina de los músculos rectos abdominales, asciende entre el músculo recto del abdomen y la capa posterior de su vaina.
Finalmente, se divide en numerosas ramas, que se anastomosan, por encima del ombligo, con la arteria epigástrica superior y con las arterias intercostales inferiores.
Mientras discurre oblicuamente hacia arriba desde su origen, está situada a lo largo de los márgenes inferior y medial del anillo inguinal abdominal, y bajo el comienzo del cordón espermático.
El conducto deferente, mientras abandona el cordón espermático en el hombre, y el ligamento redondo del útero en la mujer, rodea las caras lateral y posterior de la arteria.

## Ramas
Según el Diccionario enciclopédico ilustrado de medicina Dorland, 27ª edición, presenta como ramas las arterias cremastérica, suprapúbica y anastomótica de la obturatriz.

### Ramas en la Terminología Anatómica
La Terminología Anatómica considera las siguientes ramas:
A12.2.16.004 Rama púbica de la arteria epigástrica inferior (ramus pubicus arteriae epigastricae inferioris)
- A12.2.16.005 Rama obturatriz de la rama pública de la arteria epigástrica inferior (ramus obturatorius rami pubici arteriae epigastricae inferioris)

A12.2.16.006 Arteria obturatriz accesoria (arteria obturatoria accessoria)
A12.2.16.007 Arteria cremastérica (arteria cremasterica) (♂)
A12.2.16.007 Arteria del ligamento redondo del útero (arteria ligamenti teretis uteri) (♀)

## Distribución
Se distribuye hacia los músculos abdominales, el peritoneo y el músculo cremáster.

## Imágenes adicionales
|                                           |
| Ligamento interfoveolar, visto de frente. |

|                                                              |
| Arteria mamaria interna, arteria ilíaca externa y sus ramas. |

|                        |
| Arterias de la pelvis. |

|                |
| Venas ilíacas. |

|                                                                                  |
| Disección de la pared lateral de la pelvis mostrando los plexos sacro y pudendo. |

| |
| Vista posterior de la pared abdominal anterior en su mitad inferior. El peritoneo no se ha retirado, y los diferentes cordones vasculares y nerviosos se muestran a su través. |

| |
| Vista frontal del abdomen, mostrando marcas de superficie para las arterias y el conducto inguinal. |

|                                  |
| Arterias del muslo y la rodilla. |